# Seaxburg van Wessex
Seaxburg (ook Seaxburh, Sexburga genoemd; ? - 674?) was van 672 tot 674, als opvolger van haar man Cenwalh koningin van de Gewissæ, een volksgroep, die in de late 7e eeuw als de "West-Saksen" het Angelsaksische koninkrijk Wessex zouden stichten. Het bronmateriaal over Seaxburg is zeer schaars en deels tegenstrijdig. Dienovereenkomstig zijn ook de interpretaties door de historici zeer verschillend.

## Leven

### Familie
Seaxburgs herkomst is onbekend. Haar naam lijkt te duiden op een afstamming uit de Oostanglische dynastie van de Wuffingen, omdat bij verscheidene van haar leden "Seax-" in hun naam is terug te vinden. Een afstamming van het huis Wessex is niet uit te sluiten, maar bij hen waren "Seax-"namen ongebruikelijk. Koning Cenwalh was twee keer getrouwd, eerst met een zuster van koning Penda van Mercia, die hij rond 645 verstootte; vervolgens met Seaxburg. Er zijn geen nakomelingen van Seaxburg bekend.
Volgens een andere opvatting was Seaxburg een dochter van Pybba en Penda's zuster. Toen Cenwalh haar verstootte, werd hij door Penda verdreven en werd Seaxburg na Cenwalhs dood door haar broer als de koningin aangesteld.

### Heerschappij
Cenwalh volgde zijn vader, Cynegils, in 642 op de troon op. In 645 viel Penda van Mercia de Gewissæ aan, omdat, aldus Beda Venerabilis, Cenwalh zijn eerste vrouw, een zus van Penda, had verstoten en met "een andere vrouw" (Seaxburg) was getrouwd. Cenwalh vluchtte naar het hof van koning Anna van East Anglia, die een vijand van Penda was. Wie tijdens zijn ballingschap de regering over zijn koninkrijk uitgeoefend, is niet geweten. Mogelijkerwijs regeerde Cenberht, de vader van de toekomstige koning Cædwalla en een achterneef van Cenwalh, in die tijd over Wessex. In 648 gelukte het Cenwalh onder onbekende omstandigheden terug aan de macht te komen.
Volgens de Angelsaksische kroniek stierf Cenwalh in 672 en nam zijn weduwe Seaxburg een jaar lang de heerschappij op zich. Deze voorstelling lijkt echter sterk vereenvoudigd te zijn. Want Beda vermeldt dat het koninkrijk onder onderkoningen werd verdeeld. Het lijkt waarschijnlijk dat na Cenwalhs dood de "sterke hand" van een dominante koning afwezig was en het koninkrijk in deze periode van tien jaar van zwakte in de onderkoninkrijken verviel, hoewel Seaxburg ten minste de aanspraak op een zekere hegemonie werd toegekend.
Zij schijnt, wat uniek lijkt te zijn in de Angelsaksische geschiedenis, niet als regentes voor haar kinderen, maar uit eigen recht te hebben geheerst. Zij is de enige koningin, die in de Angelsaksische koningslijsten wordt genoemd. Waarschijnlijk heerste ze iets meer dan een jaar, daar Æscwine van Wessex, de volgende koning, pas in 674 op de troon kwam. 674 wordt als haar vermoedelijk sterfjaar aangenomen.